# Mauritz Tisell
Gustaf Mauritz Theodor Tisell, född den 11 januari 1850 i Hagebyhöga socken, Östergötlands län, död den 8 januari 1925 i Karlstad, var en svensk militär.
Tisell blev underlöjtnant vid Värmlands regemente 1870, löjtnant 1874 och kapten 1887. Han var föreståndare för Värmlands läns folkhögskola och lantmannaskolan i Molkom 1886–1908. Tisell befordrades till major vid regementet 1898 och till överstelöjtnant där 1903, i regementets reserv 1907. Han blev ordförande i Värmlands hemslöjd 1907 och var överkontrollör vid brännvins- och maltdryckstillverkningen i Värmlands län 1908–1919. Tisell blev riddare av Svärdsorden 1893 och av Vasaorden 1901. Han vilar på Västra kyrkogården i Karlstad.